# Problema del doce parpadeante

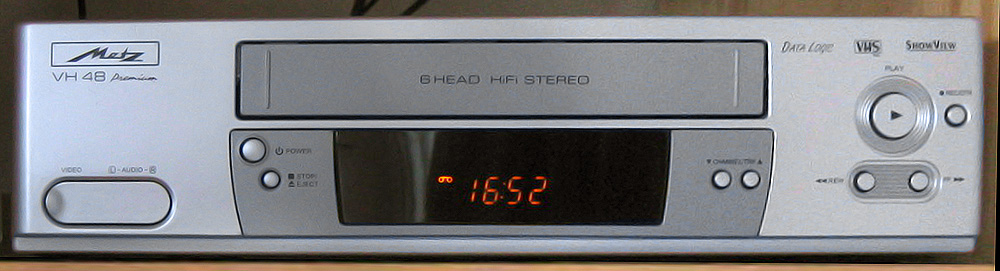
Un VCR en el que se puede ver el display del reloj.

El problema del doce parpadeante es un término utilizado por desarrolladores de software. Suele referirse a las características de software o sistemas computaciones que no son usados por la mayoría de los usuarios por la compleja interfaz que tienen.
El concepto proviene del 'reloj'  que muchas VCR fabricadas durante la década de los 80 y principios del 90. El reloj podía programarse con una combinación de botones concreta que resultaba muy difícil de ejecutar para muchos usuarios que acaban dando por imposible usar el reloj. La hora marca por defecto que aparecía en todas las VCR eran las "12:00" que se mantenía parpadeando durante todo el tiempo.
En software, el problema del doce parpadeante, hace referencia a todas las funciones de un programa que no van a ser usadas porque los programadores no se percataron de la dificultad que representa usarla para los usuarios con poco nivel tecnológico. El término también se usa para estudiar las causas que generan el abandono de funcionalidades y métodos de proporcionar documentación y soporte técnico para los usuarios.
El término suele usarse entre geeks, a menudo en foros de discusión. El concepto aparece en 1999 en el ensayo En el principio fue la línea de comandos por Neal Stephenson.